# Chapelle Sainte-Hélène de Surzur
La Chapelle Sainte-Hélène  est située  au lieu-dit "Brarun", à Surzur dans le Morbihan.

## Historique
La façade est percée d'une porte en plein cintre.
Elle est surmontée d'un clocheton en pierre.
La chapelle Sainte-Hélène fait l’objet d’une inscription au titre des monuments historiques depuis le 24 octobre 1973.